# 挙人
挙人（きょじん、満洲語：ᡨᡠ᠋ᡴᡳᠶᡝᠰᡳ、tukiyesi）は中華圏の人材登用に関する称号。時代によって概念が異なる。

## 漢
漢では試験によって人材を採用することがなく、郡国の長官が人材を推挙する郷挙里選が行われていた。郷挙里選で選ばれた者を挙人といった。

## 唐・宋
唐・宋では科挙によって人材登用が行われ、そのうち進士科を受験する者を挙人といった。ベトナムでも同様に省レベルの試験合格者がこう呼ばれた。

## 明・清
明・清では科挙のうち、郷試に合格した者を挙人といい、また「大会状」「大春元」とも称した。その他、俗称では「老爺」、雅称では「孝廉」といった。挙人となることを「発解」「発達」という。